# 学校法人横須賀学院
学校法人横須賀学院（がっこうほうじんよこすかがくいん）は神奈川県横須賀市にある学校法人。

## 概要
田浦の栄光学園、稲岡の清泉女学院に続いて、1947年6月、青山学院横須賀分校専門部が発足。1948年に、青山学院第二高等部が青山学院から分離され併設。1950年4月、これを引き継いだ「横須賀学院」が創立される。その後は、青山学院の関係者が歴代の理事長や院長を務める等、共に歩みを進めている。旧帝国海軍機関学校跡地に、松尾造酒蔵たちキリスト教関係者らによって設立。校内の石碑が海軍施設であったことを説明している。北側旧校舎（旧学食のある校舎）は戦時（海軍機関学校時代）に建設されたもの。そのために階段が軍艦を模して一段一段が高く、廊下なども昭和の印象を受ける内装のままである。空襲の備えとして一本一本の柱が太く設計されていることや、一部の窓が小さいのも軍施設の名残。
アーティストのプロモやスポーツ用品企業によるTVCMの撮影地。つよきすの舞台で知られている。
小学校、中学校および高等学校を設置し、プロテスタント系キリスト教主義による一貫教育を行っている。略称は『学院』、『須賀学』。
キリスト教系の学校ということもあり、本学院の基本精神（建学の精神）は、「敬神愛人」である。
2009年には学校法人青山学院と教育提携協定を締結させた。

## 所在地
- 〒238-8511　神奈川県横須賀市稲岡町82（全学校が同敷地に所在）

なお、隣接して神奈川歯科大学があるが（住所も同じ稲岡町82）、関係は一切ない。ただし、三笠公園と隣接しているのは戦時に周辺一帯が軍関連施設だった名残。

## 沿革
- 1950年4月：横須賀学院中等部（中学校）・高等部（高等学校）開校
- 1950年9月：横須賀学院小学校開校
- 2010年秋：敷地に新設された新校舎へ中等部が移転
- 2010年前後：校門付近のグラウンドへ新校舎とチャペルを建設。旧チャペル跡地とグランドの場所を入れ替え

## 設置教育機関
- 横須賀学院小学校・中学校・高等学校

## 関係のある著名人
- AILI - 音楽プロデューサー - シンガーソングライター
- 大橋克行 - プロボクサー
- 藤堂新二 - 俳優
- 寺泉憲 - 俳優
- 杉山清貴 - ミュージシャン
- 中丸貴之 - プロサッカー選手
- 坂詰美紗子 - シンガーソングライター
- 長谷川侑紀 - モデル
- 清水ゆう子 - グラビアアイドル
- 熊谷アンドリュー - プロサッカー選手
- ナナーダニエル弾 - プロバスケットボール選手
- 納見悠仁 - プロバスケットボール選手